# 국제 정보 올림피아드

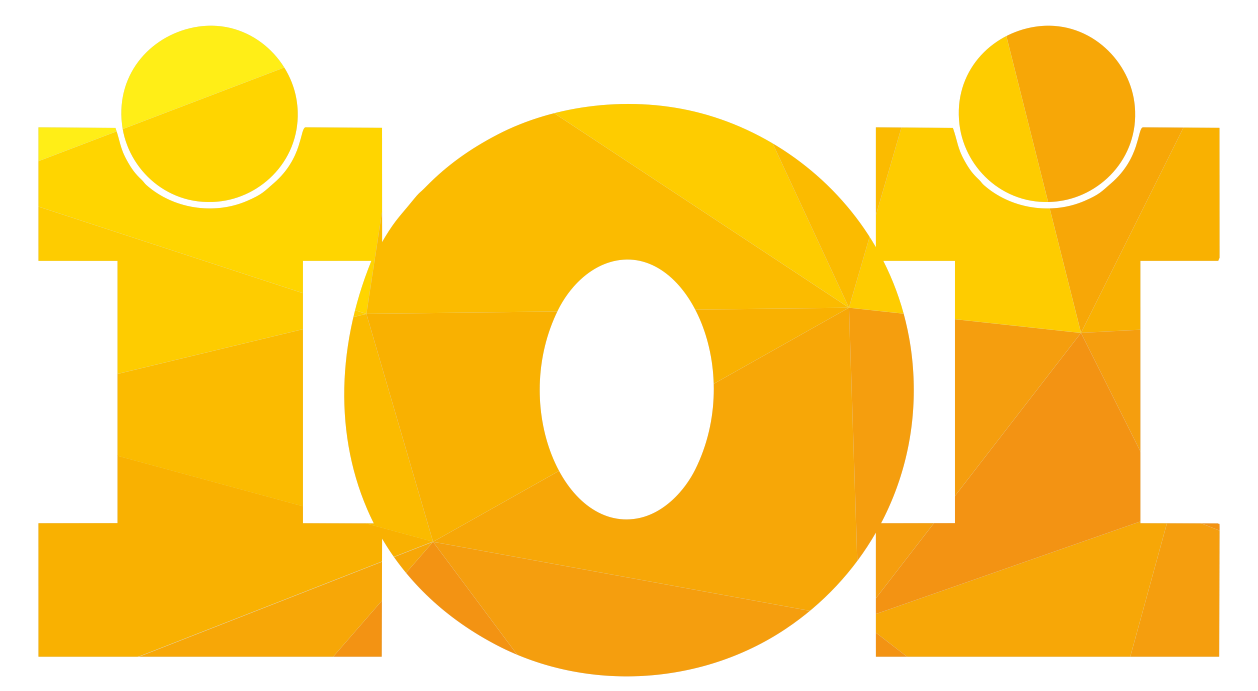
국제 정보 올림피아드(IOI) 로고

국제 정보 올림피아드(IOI, International Olympiad in Informatics)는 대학 입학 전 학생들을 위해 매년 치러지는 국제 프로그래밍 경진 대회이다. 최초 대회는 1989년 불가리아 프라베츠(Pravetz) 시에서 개최되었다. 매년 80개 이상의 국가들이 참여하고 있으며, 참가국 숫자를 기준으로 할 때, 국제 수학 올림피아드에 이어 두번째로 규모가 큰 올림피아드 행사이다. 이 행사는 세계에서 가장 권위 있는 컴퓨터 대회로서, 유네스코와 IFIP가 후원하고 있다.

## 대회 진행
국제 정보 올림피아드 대회는 이틀간에 걸쳐 컴퓨터 프로그래밍과 알고리즘 문제 풀이로 구성된다. 대용량 데이터를 포함한 문제들을 다루기 위해서는 프로그래머로서 능력만 필요한 것이 아니라, 컴퓨터에게 어떤 일을 시킬지를 구상할 수 있는 창조적인 코더로서의 자질이 필요하다. 어려운 부분은 프로그래밍이 아니라 그 저변에 놓인 수학이다. 참가 학생들은 개인 자격으로 경쟁하며, 한 국가에서 최대 4명의 학생까지 대회에 참가할 수 있다. 참가자가 되기 위해서는 각 국가별로 진행되는 정보 올림피아드 대회에서 선발되어야 한다. 대한민국은 한국 정보 올림피아드(KOI) 대회에서 참가자 4명을 선발한다.

## 역대 행사
국제 정보 올림피아드 행사는 1989년 불가리아의 프라베츠 시에서 처음 개최된 이래, 매년 한 차례씩 세계의 여러 도시를 돌면서 진행되고 있다. 한국은 1992년부터 이 대회에 출전하고 있다. 2002년 8월에 치러진 제14차 국제 정보 올림피아드 대회는 대한민국 경기도 용인시에서 치러졌다.
2015년 카자흐스탄의 알마티에서 치러진 제27차 국제 정보 올림피아드 대회에서 대한민국은 금메달 3개와 은메달 1개를 획득하여, 미국, 중국, 러시아와 함께 공동 1위를 차지했다. 특히, 참가자 윤지학 학생은 전 분야에서 100점을 맞아 600점 만점을 얻었으며, 개인 점수로 세계 1위(탑골드)를 차지했다. 제28차 대회는 2016년 8월 12일부터 19일까지 러시아의 카잔 시에서 치러졌다. 한국은 금메달 2개, 은메달 2개를 수상하여 종합 4위를 차지했다. 제29차 대회는 2017년 7월 28일부터 8월 4일까지 이란의 테헤란에서 치러졌다. 한국은 금메달 1개, 은메달 2개를 수상하여 종합 10위를 차지했다. 제30차 대회는 2018년 9월 1일부터 8일까지 일본의 쓰쿠바에서 개최되었는데, 한국은 금메달 3개, 은메달 1개로 종합 2위를 차지했다.

## 주요 수상자
- 비탈리크 부테린(Vitalik Buterin) : 2012년 국제 정보 올림피아드(IOI) 대회에 캐나다 대표로 출전하여 동메달을 획득했다.[7][8]
- 마테이 자하리아(Matei Zaharia) : 아파치 스파크(Apache Spark)의 창시자이다. 2002년과 2003년 IOI 행사에서 캐나다 대표로 출전하여 은메달을 수상했다.

## 역대 한국인 수상자
| 회차   | 연도   | 단체 순위 | 참가자 1        | 참가자 2    | 참가자 3    | 참가자 4    |
| ------ | ------ | --------- | --------------- | ----------- | ----------- | ----------- |
| 제31회 | 2019년 | 공동 4위  | 김세빈 (금)     | 윤교준 (금) | 임유진 (은) | 이온조 (동) |
| 제30회 | 2018년 | 2위       | 노영훈 (금)     | 강태규 (금) | 김세빈 (금) | 윤교준 (은) |
| 제29회 | 2017년 | 10위      | 시제연 (금)     | 김동현 (은) | 서규호 (은) | 김현수 (-)  |
| 제28회 | 2016년 | 공동 4위  | 구재현 (금)     | 신승원 (금) | 김현수 (은) | 서규호 (은) |
| 제27회 | 2015년 | 공동 1위  | 윤지학 (탑골드) | 조승현 (금) | 강한필 (금) | 구재현 (은) |
| 제26회 | 2014년 | 공동 6위  | 윤지학 (금)     | 최석환 (금) | 조승현 (은) | 이창수 (동) |
| 제25회 | 2013년 | 공동 3위  | 배근우 (금)     | 최석환 (금) | 박범수 (은) | 지정우 (은) |
| 제24회 | 2012년 | 공동 11위 | 박범수 (금)     | 지정우 (은) | 이현섭 (동) | 윤지훈 (동) |
| 제23회 | 2011년 | 공동 17위 | 전명우 (은)     | 이태규 (은) | 이승용 (은) | 류호석 (동) |
| 제22회 | 2010년 | 공동 13위 | 강동구 (금)     | 장두호 (은) | 전명우 (동) | 류원룡 (동) |
| 제21회 | 2009년 | 2위       | 강동구 (금)     | 박재성 (금) | 윤형석 (금) | 성혁화 (동) |
| 제20회 | 2008년 | 7위       | 김찬민 (금)     | 박재성 (은) | 권순일 (은) | 류지훈 (은) |
| 제19회 | 2007년 | 공동 19위 | 박재현 (은)     | 오시영 (은) | 이종혁 (동) | 김대욱 (동) |
| 제18회 | 2006년 | 공동 7위  | 박재현 (금)     | 김민준 (은) | 김재홍 (은) | 김대욱 (은) |
| 제17회 | 2005년 | 공동 5위  | 강지훈 (금)     | 이후연 (금) | 조강원 (은) | 여윤동 (동) |
| 제16회 | 2004년 | 공동 9위  | 이도경 (금)     | 조용운 (은) | 이후연 (은) | 김종균 (-)  |
| 제15회 | 2003년 | 공동 1위  | 여환승 (탑골드) | 김원식 (금) | 정찬일 (은) | 배영섭 (은) |
| 제14회 | 2002년 | 2위       | 정완영 (탑골드) | 오경윤 (금) | 김형설 (금) | 정헌 (동)   |
| 제13회 | 2001년 | 공동 3위  | 정완영 (금)     | 이동진 (금) | 김지원 (은) | 김진호 (동) |
| 제12회 | 2000년 | 10위      | 김지원 (금)     | 임태형 (은) | 하재승 (동) | 김진호 (동) |
| 제11회 | 1999년 | 4위       | 임중근 (금)     | 송기문 (금) | 공준욱 (은) | 임경영 (동) |
| 제10회 | 1998년 | 4위       | 박세혁 (금)     | 안병규 (금) | 유원석 (은) | 임중근 (은) |
| 제9회  | 1997년 | 공동 33위 | 안형찬 (동)     | 유원석 (동) | 한재갑 (동) | 안국진 (-)  |
| 제8회  | 1996년 | 8위       | 유원석 (금)     | 박세혁 (은) | 안형찬 (동) | 최영민 (동) |
| 제7회  | 1995년 | 공동 22위 | 박세희 (은)     | 최영민 (동) | 허승일 (동) | 김희열 (-)  |
| 제6회  | 1994년 | 9위       | 허승일 (금)     | 이건호 (은) | 박세희 (동) | 심지웅 (-)  |
| 제5회  | 1993년 | 공동 6위  | 이건호 (금)     | 허승일 (은) | 최영호 (동) | 최영민 (동) |
| 제4회  | 1992년 | 5위       | 김범준 (탑골드) | 김강회 (은) | 이종현 (은) | 박진석 (동) |
| 제3회  | 1991년 | 불참      | -               | -           | -           | -           |
| 제2회  | 1990년 | 불참      | -               | -           | -           | -           |
| 제1회  | 1989년 | 불참      | -               | -           | -           | -           |

* (-) 표시 : 수상하지 못함

## 같이 보기
- 한국정보올림피아드(KOI)